# Mirosław Gębski
Mirosław Gębski (ur. 12 lutego 1970 w Kielcach) – polski samorządowiec, działacz społeczny i polityczny, w latach 2018–2024 starosta kielecki, od 2024 członek Zarządu Powiatu w Kielcach, wieloletni radny powiatu kieleckiego.

## Życiorys
Pochodzi z Kielc. Jest absolwentem Akademii Świętokrzyskiej, gdzie uzyskał tytuł magistra na specjalności społeczno-samorządowej.
Od 1998 roku nieprzerwanie zasiada w Radzie Powiatu w Kielcach. W wyborach samorządowych w 2018 roku uzyskał rekordową liczbę głosów w historii wyborów do Rady Powiatu w Kielcach. W uznaniu za wynik wyborczy został wybrany starostą kieleckim, funkcję tę pełnił od 23 listopada 2018 do końca kadencji w 2024 roku. W kolejnej kadencji został członkiem Zarządu Powiatu w Kielcach.

## Działalność polityczna i społeczna
W połowie lat 80. współtworzył w regionie świętokrzyskim grupę młodzieżową w ramach Federacji Młodzieży Walczącej, zakładając i redagując pismo „Jodła”. W latach 1986–1991 współtworzył i przewodził strukturom regionalnym „Solidarności Walczącej”. W latach 1990–1995 działał w Partii Wolności Kornela Morawieckiego jako lider w regionie świętokrzyskim. Był współzałożycielem i liderem Ligi Republikańskiej w regionie świętokrzyskim (1995–2001). Od 2001 roku jest współzałożycielem i działaczem Prawa i Sprawiedliwości.

## Praca zawodowa
Był wieloletnim wicedyrektorem Wojewódzkiego Inspektoratu Inspekcji Handlowej w Kielcach oraz prezesem państwowej spółki Świętokrzyski Rynek Hurtowy.

## Działalność społeczna
Jest pomysłodawcą akcji „Paczka dla Rodaka na Wileńszczyźnie” oraz „Wielkanocna Paczka dla Rodaka na Wileńszczyźnie”. Organizował również pomoc humanitarną dla Ukrainy, w tym dostarczanie agregatów prądotwórczych, powerbanków oraz zbiórki darów dla uchodźców i mieszkańców terenów objętych wojną. Powiat Kielecki pod jego kierownictwem udostępnił miejsca noclegowe dla uchodźców z Ukrainy oraz był wyróżniany za współpracę i pomoc humanitarną.
Wspierał także akcje charytatywne organizowane przez Caritas Diecezji Kieleckiej, „Szlachetną Paczkę” oraz Fundację Polskich Wartości. W 2019 roku zorganizował wakacje dla młodzieży z Mościszek na Wileńszczyźnie.

## Działalność w czasie pandemii COVID-19
W okresie pandemii COVID-19 Powiat Kielecki, pod jego kierownictwem, pozyskał najwięcej środków zewnętrznych na przeciwdziałanie skutkom epidemii w województwie świętokrzyskim (ponad 6 mln zł). Zainicjował także zakup laptopów dla uczniów powiatowych placówek oświatowych.

## Nagrody i wyróżnienia
- Nagroda Marszałka Województwa „Świętokrzyska Victoria” w kategorii „Osobowość” (2022)[18]
- Medal Stulecia Odzyskania Niepodległości (2020)[19]
- Odznaka honorowa „Działacza opozycji antykomunistycznej lub osoby represjonowanej z powodów politycznych” (2019)[20]
- Wyróżnienie za działalność na rzecz gminy Zagnańsk[21]
- Nominacja do Nagrody „Świętokrzyski Anioł Dobroci” (2023)[22]